# هيكتور باربيرا
هيكتور باربيرا (بالإسبانية: Héctor Barberá Vall)‏ مواليد 2 نوفمبر 1986، هو متسابق دراجات نارية إسباني. نافس في سباقات بطولة العالم لفئة 250 سي سي ولفئة 125 سي سي ولفئة 50 سي سي. كما شارك في بطولة العالم للموتو جي بي.

## وصلات خارجية
- هيكتور باربيرا على موقع MotoGP.com (الإنجليزية)
- هيكتور باربيرا على موقع WorldSBK.com (الإنجليزية)
- هيكتور باربيرا على موقع AS.com (الإسبانية)

- الموقع الإلكتروني